# Koritnica, Tolmin
Koritnica este o localitate din comuna Tolmin, Slovenia, cu o populație de 179 de locuitori.